# Rozená
Rozená (Rozena) är en ort i Grekland.   Den ligger i prefekturen Nomós Korinthías och regionen Peloponnesos, i den centrala delen av landet, 120 km väster om huvudstaden Aten. Rozená ligger 164 meter över havet och antalet invånare är 517.
Terrängen runt Rozená är varierad. Havet är nära Rozená åt nordost. Runt Rozená är det ganska glesbefolkat, med 40 invånare per kvadratkilometer. Närmaste större samhälle är Siliveniótika, 7,7 km nordväst om Rozená. 